# Mawupé Valentin Vovor
 (décembre 2024).
Si vous disposez d'ouvrages ou d'articles de référence ou si vous connaissez des sites web de qualité traitant du thème abordé ici, merci de compléter l'article en donnant les références utiles à sa vérifiabilité et en les liant à la section « Notes et références ».
Mawupé Valentin Vovor (né le 29 octobre 1923 à Kpalimé et mort le 2 janvier 1992 à Paris) est un médecin africain, un universitaire et un homme politique togolais. Il étudie la biologie et la médecine à Montpellier et à Dijon (France). Il est professeur de médecine des universités françaises (1965) et premier africain membre de l'Académie nationale de chirurgie française en 1973. Il crée et contribue à la création d'un nombre d'écoles de médecine à travers l'Afrique subsaharienne francophone. Il a enseigné la chirurgie et la gynécologie au Bénin, au Cameroun, au Congo, en République centrafricaine, au Sénégal et au Togo.
Vovor était marié à Emilia Moreira et père de trois filles et deux fils.

## Éducation
Mawupé Valentin Vovor a fréquenté l'école primaire de Kpalimé où il a obtenu le certificat d'études primaires et élémentaires en 1938 avant de poursuivre des études secondaires tant à Atakpamé (Togo) qu'à Lomé, capitale du Togo. Sélectionné parmi les meilleurs étudiants de sa promotion et envoyé par l'administration du Territoire du Togo à l'École de médecine Ouest Africaine de Dakar (École normale William-Ponty - Section médecine), il décide de rejoindre Marseille puis Montpellier en France pour des études complémentaires afin d'obtenir son diplôme de docteur en médecine des universités françaises. Pendant ses études de médecine, il a également postulé à l'École des sciences biologiques de Montpellier. Il est diplômé en sciences biologiques en 1954 et a obtenu le grade de docteur en médecine en 1956 avec une spécialisation en chirurgie générale et gynécologique en 1957.

## Carrière médicale

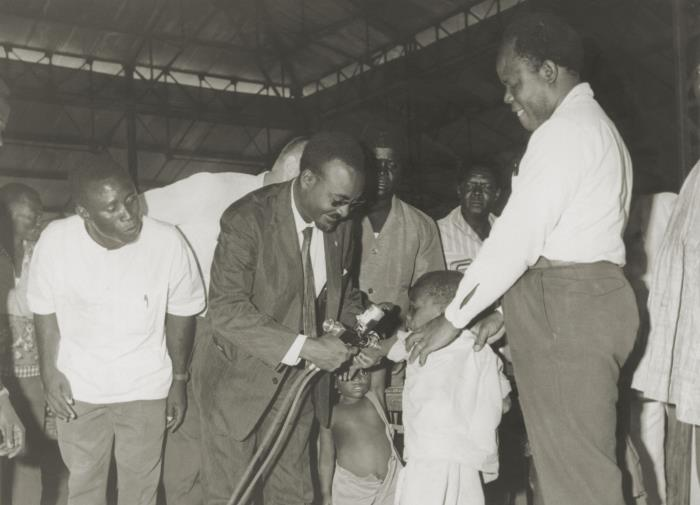
En 1966, Mawupé Valentin Vovor en train d'utiliser un pistolet injecteur pour vacciner un enfant.

Vovor commence sa carrière médicale à Béziers puis à Dijon avant son pays d'origine au Togo en 1957. Il travaille à l'hôpital national de Lomé avant de partir à Dakar (Sénégal) où il dirige la clinique chirurgicale générale de l’hôpital Le Dantec en 1959. En 1961, il est rappelé au Togo par le gouvernement et travaille comme chef des études médicales au ministère de la santé à Lomé. Il crée et préside l'École nationale des sages-femmes du Togo en cumulant cette fonction avec celles de l'hôpital national et du ministère de la Santé. En 1964, il crée l'École des sages-femmes du Togo et reste à la direction de l'École jusqu'à sa retraite en 1981 de l'administration publique togolaise.

## Carrière universitaire
Mawupé Valentin Vovor a obtenu le grade de professeur de médecine des universités françaises en 1966 en étant le premier Africain subsaharien francophone à obtenir ce titre. Il a rejoint Dakar pour participer à la création de la première école de médecine francophone d'Afrique subsaharienne appartenant à une université. À partir de 1966, il a été professeur de médecine générale et de chirurgie, enseignant à de nombreux Africains à l'École de médecine de Dakar. Bon nombre de ses étudiants ont eu une carrière réussie dans leur pays d'origine (Bénin, Burkina Faso, Cameroun, République centrafricaine, Congo, Côte d'Ivoire, Gabon, Mali, Niger, Sénégal, Tchad, Togo) même avec une carrière politique de haut rang. Beaucoup d'entre eux, rentrant chez eux, l'ont appelé pour soutenir la création de leur École nationale de médecine.
Vovor a cumulé des responsabilités à l'université de Dakar (aujourd'hui Université Cheikh-Anta-Diop du Sénégal) avec d'autres responsabilités médicales au Togo, notamment celles liées à l'École nationale de sage-femme du Togo qu'il a créée en 1964. Durant son mandat de doyen de l'école, jusqu'à sa retraite en 1981, le diplôme délivré permettait aux anciens élèves de travailler en France et au Sénégal sans cours ni conversions supplémentaires. Comme le diplôme délivré a été accordé par l'université de Dakar avec équivalence française, l'école a attiré de nombreux étudiants non seulement du Togo mais aussi de Haute-Volta (aujourd'hui Burkina Faso), du Niger, du Tchad, des Comores, etc.
Vovor a créé l'École de gynécologie et d'obstétrique à l'École de médecine de l'université du Bénin (aujourd'hui université de Lomé). L'École a attiré des étudiants de nombreuses écoles de médecine africaines, même de France, en partenariat avec l'École de médecine de l'université de Lille et l'École de médecine de l'hôpital Cochin à Paris. En 1973, Mawupé Valentin Vovor a été élu et admis à l'Académie Française de Chirurgie étant pendant longtemps le premier et unique natif de l'Afrique subsaharienne membre de cette institution.
Vovor, pendant ses années académiques au Togo, était responsable des études universitaires supérieures de 1975 à 1981 en tant que directeur national de l'enseignement supérieur au sein du ministère de l'Education et de la Recherche.

## Carrière politique
Vovor a commencé une carrière politique en 1963 après le premier coup militaire en Afrique (13 janvier 1963) quand il a été appelé à la responsabilité du ministère de la Santé du Togo, gardant aussi ses autres responsabilités à l'hôpital national et à l'École de sages-femmes. Il a démissionné du gouvernement en 1965 pour poursuivre ses recherches universitaires pour obtenir le grade de professeur de médecine en France (1965). En 1966 cependant, à la suite de la validation par l'Assemblée nationale de la République du Togo, il a été nommé président de la Cour suprême. Pendant son professorat, Mawupe Valentin Vovor est resté impliqué dans les affaires nationales togolaises en tant que président de la Cour suprême jusqu'en 1978.
En 1969, à la suite de la création du Rassemblement du peuple togolais (RPT), le parti politique unique et étatique du Togo, il a été appelé au bureau politique avec des responsabilités de relations internationales. Il a représenté le Togo à ce titre lors de plusieurs réunions politiques africaines.
Élu membre du parlement, représentant du district de Kpalimé en 1985, Mawupe Valentin Vovor a présidé l'Assemblée nationale togolaise de 1985 à 1988, date à laquelle il a démissionné deux ans avant la fin de son mandat en raison de ses convictions personnelles.

## Décorations
- Grand officier de l'ordre du Mono (1982)[1].